# One UI
One UI (cũng được viết dưới dạng OneUI) là một giao diện được tùy biến dựa trên Hệ điều hành Android được Công ty Samsung Electronics Co., Ltd thiết kế cho các thiết bị điện tử Galaxy của mình. Nó được giới thiệu vào ngày 13 tháng 12 năm 2018 với bản beta dựa trên Android 9 Pie tại Hội nghị Nhà phát triển Samsung (SDC - Samsung Developer Conference) tại San Francisco, thay thế hoàn toàn cho Samsung Experience.
Lộ trình cập nhật One UI (dựa trên Android 9 Pie) của Samsung bao gồm các thiết bị được ra mắt trong năm 2018, 2017 từ những các máy cao cấp đến smartphone trung cấp và giá rẻ, thời gian nhận cập nhật tùy thuộc vào cả thị trường bán ra của các mẫu máy này. Hiện tại, phiên bản One UI 7.0 (dựa trên Android 15) đã được cho ra mắt.

## Lịch sử phiên bản

### One UI 1
One UI được xây dựng với mục tiêu giảm thiểu sự lộn xộn trước đây của  Samsung Experience và tăng tính trực quan cho trải nghiệm người dùng trên các màn hình ngày càng lớn của điện thoại Galaxy.
Hệ thống các icon ứng dụng được thiết kế lại hoàn toàn mang màu sắc hiện đại và thẩm mĩ hơn, các nút điều hướng trên màn hình mới đơn giản hơn nhiều. Thanh trạng thái cũng được thiết kế lại.
Các cửa sổ đa nhiệm và ứng dụng gần đây hiển thị theo dạng dọc, vuốt trái phải để chọn, thay vì ngang như trước kia (vuốt lên xuống để chọn).
One UI đưa nội dung xuống ở nửa dưới của màn hình, giúp thuận tiện cho thao tác sử dụng một tay trên màn hình lớn, từ menu ứng dụng đến các pop-up cũng sẽ xuất hiện ở dưới cùng. Còn phần ở trên sẽ là không gian rộng chỉ để hiển thị tên của ứng dụng.
Trong Cài đặt, các tùy chọn tương tự sẽ được nhóm lại với nhau và các tùy chọn thường được sử dụng sẽ nằm ở đầu danh sách.
Ngoài ra, giao diện mới sẽ có màu sắc giống với màu trên chiếc điện thoại mà người dùng đang sử dụng. Lấy ví dụ nếu như là bản Galaxy Note9 màu đen thì One UI có màu đen, Galaxy S9 màu tím thì tất cả sẽ có giao diện màu tím.
Phông chữ cũng được thay đổi. Tất cả điều này cũng sẽ được đi kèm với một chế độ Ban đêm mới.
Bên cạnh những chiếc smartphone truyền thống hiện có, giao diện One UI mới này sẽ tương thích với cả smartphone màn hình có thể gập lại của Samsung. Nó cho phép người dùng có cả một chiếc điện thoại thông minh nhỏ gọn và một màn hình lớn sống động.

### One UI 2
Với One UI 2.0, các thư mục, ứng dụng của màn hình chính giờ đây sẽ không còn chiếm toàn bộ màn hình khi mở nữa, thay vào đó nó sẽ giảm xuống chỉ còn 2/3 màn hình mà thôi. Những ứng dụng mặc định hiển thị thêm các thông tin quan trọng ở phần trên của màn hình.
Tinh chỉnh khả năng hiển thị những thông báo khi chơi game và xem phim toàn màn hình.
Tinh chỉnh đối với những biểu tượng, icon trên màn hình.
Được có thể chỉnh xóa bỏ thao tác cử chỉ vuốt lên 3 nút điều hướng thành thao tác điều hướng toàn màn hình giống với các hãng Android khác và iOS 11 trở lên trên các thế hệ iPhone X trở đi.

### One UI 3
One UI 3.0, dựa trên Android 11, đã được phát hành cho các thiết bị Galaxy S20 bắt đầu từ ngày 2 tháng 12 năm 2020. Bản cập nhật bao gồm một số sửa đổi đáng chú ý, chẳng hạn như bảng thông báo mờ, điều khiển âm lượng mới được đặt ở bên phải của thiết bị cùng với âm lượng vật lý các phím, tiện ích con được nâng cao một chút cũng như hoạt ảnh và chuyển tiếp mượt mà hơn trong toàn bộ giao diện người dùng.
One UI 3.1, là một bản cập nhật nhỏ cho One UI 3, được phát hành lần đầu tiên với dòng Galaxy S21, đã bắt đầu triển khai cho các thiết bị Galaxy được hỗ trợ khác, bắt đầu từ dòng Galaxy S20 vào ngày 17 tháng 2 năm 2021. Không có thay đổi giao diện người dùng nào đáng chú ý. Nó chứa nhiều cải tiến tính năng máy ảnh mới như cải tiến tự động lấy nét và bộ điều khiển phơi sáng tự động cũng như cải tiến tính năng Chụp một lần và triển khai phần mềm như Object Eraser, Multi Mic Recording, Eye Comfort Shield, Private Share và các phần mềm khác.
One UI 3.1.1, một bản cập nhật nhỏ dành cho One UI 3 vào ngày 31 tháng 8 năm 2021, được phát hành lần đầu cùng với Galaxy Z Fold 3 vào ngày 11 tháng 8 năm 2021.

### One UI 4
One UI 4.0, dựa trên Android 12, được Samsung phát hành bản Beta vào tháng 9 năm 2021. Một trong những thay đổi lớn nhất trên phiên bản này đó là giao diện người dùng được thay đổi trông đẹp mắt, trẻ trung hơn. Ngoài ra thì bản cập nhật này cũng bổ sung các tính năng mới như widget trên màn hình chính được thiết kế lại, nhiều tùy chọn hơn trên màn hình khóa, thiết kế lại bảng cài đặt nhanh, nhiều tính năng hơn trong bàn phím Samsung, loại bỏ quảng cáo khỏi các ứng dụng gốc,...Một sự thay đổi mới nữa trên Android 12 có thể ảnh hưởng đến One UI 4.0 chính là giao diện người dùng. Theo đó, Android 12 sẽ sử dụng ngôn ngữ thiết kế là Material NEXT. Dựa trên những hình ảnh có thể thấy rằng giao diện mới của Android 12 có sự thay đổi ở menu điều khiển, thanh âm lượng, thanh thông báo...
Ngày 9 tháng 11 năm 2021, One UI 4.0 vừa được Samsung tung ra các bản thử nghiệm dành cho người dùng các thiết bị gập mới là Galaxy Z Fold3 5G và Z Flip3 5G. Samsung cũng đã cập nhật bản Beta One UI 4.0 cho các dòng flagship khác của hãng như Samsung Galaxy S21 Series, Galaxy S20 Series.
One UI 4.1, một bản cập nhật nhỏ cho One UI 4, lần đầu tiên được phát hành cùng với dòng Samsung Galaxy S22. Nó mang đến những thay đổi nhỏ, tuy nhiên, nó đã giới thiệu các tính năng như Lịch thông minh, thêm tùy chọn để chọn dung lượng RAM ảo mong muốn (từ 2, 4, 6 hoặc 8 GB), bộ chọn bảng màu được thiết kế lại, Widget thông minh, cân bằng âm thanh trái/phải riêng biệt, chuyển đổi độ sáng bổ sung, Chế độ Pro trên nhiều máy ảnh hơn, chân dung Chế độ ban đêm và các thay đổi nhỏ khác.
One UI 4.1.1, dựa trên Android 12L (Đừng nhầm lẫn với Android 12), là một bản cập nhật nhỏ dành cho Dòng Galaxy Z, Dòng Galaxy Tab S6, Dòng Galaxy Tab S7 và Dòng Galaxy Tab S8. Bản cập nhật này mang đến nhiều cải tiến hơn cho đa nhiệm và tối ưu hóa cho điện thoại thông minh có thể gập lại (dòng Galaxy Z Fold) và máy tính bảng màn hình lớn (dòng Galaxy Tab).

### One UI 5
One UI 5.0, dựa trên Android 13, là phiên bản thế hệ thứ năm của One UI. Bản cập nhật này được phát hành công khai vào ngày 24 tháng 10 năm 2022 cho dòng sản phẩm Samsung Galaxy S22 của Samsung cùng với một số kiểu máy khác, chẳng hạn như Samsung Galaxy Z Flip 4 và Samsung Galaxy Z Fold 4, sau này sẽ có bản cập nhật cho các kiểu máy cũ hơn.
Một số tính năng và thay đổi bao gồm khả năng tắt tính năng RAM Plus, trong đó trước đây người dùng chỉ có thể giới hạn ở mức 2GB thay vì tắt hoàn toàn và cách tùy chỉnh màn hình khóa được thiết kế lại, tương tự như iOS 16. Material You cũng được mở rộng cho hầu hết các ứng dụng của Google và Samsung, cho phép nhiều cách hơn để tùy chỉnh Một giao diện người dùng. One UI 5 cũng mang đến các biểu tượng được làm mới để có giao diện UI tinh tế hơn.

### One UI 6
One UI 6.0 dựa trênAndroid 14. Nó được phát hành chính thức cho dòng Galaxy S23 bắt đầu từ ngày 30 tháng 10 năm 2023, các thiết bị khác dự kiến sẽ nhận được bản cập nhật sau đó.
Bản cập nhật bao gồm một bảng điều khiển nhanh được thiết kế lại với bố cục nút mới, cải thiện khả năng truy cập vào cài đặt độ sáng và bố cục thông báo mới cho phép sắp xếp theo thời gian. Các tính năng mới khác bao gồm thay đổi phông chữ mặc định mới, biểu tượng cảm xúc mới và trải nghiệm đa nhiệm được cải thiện. Các ứng dụng Samsung tích hợp như ứng dụng Máy ảnh, Thư viện, Chỉnh sửa ảnh, Thời tiết cùng nhiều ứng dụng khác cũng đã nhận được bản cập nhật để bổ sung thêm nhiều chức năng và tùy chỉnh hơn.
One UI 6.1 được phát hành vào ngày 17 tháng 1 năm 2024 với dòng Samsung Galaxy S24. Bản cập nhật này chủ yếu bao gồm các tính năng AI mới dành cho Galaxy S23, S24, Z Fold5, Z Flip5 và Tab S9. Các tính năng này gọi chung là "Galaxy AI" và dựa trên sự kết hợp giữa các mô hình cục bộ và các mô hình dựa trên cloud sử dụng Gemini Pro của Google. Tại Trung Quốc, Baidu cung cấp mô hình dựa trên cloud là Ernie.
Các tính năng sẽ có trên tất cả các thiết bị áp dụng bao gồm khả năng bảo vệ pin nâng cao để ngăn ngừa tình trạng pin bị xuống cấp, SuperHDR cho ảnh trong Thư viện và trên các ứng dụng mạng xã hội như Instagram và Snapchat, cùng tùy chọn hiển thị hình nền màn hình khóa trên Always On Display. Đồng thời, tính năng Quick Share của Samsung và Nearby Share của Google đã được hợp nhất, cho phép tất cả người dùng Galaxy chuyển tệp nhanh chóng với tất cả các thiết bị Android và Windows bằng một giải pháp duy nhất.
Mặc dù không được phát hành cùng với One UI 6.1, Samsung đã triển khai công nghệ cập nhật liền mạch A/B của Google với việc phát hành Galaxy A55. Công nghệ này hoạt động bằng cách cài đặt các bản cập nhật vào phân vùng hệ thống thứ cấp mà thiết bị khởi động từ đó bất cứ khi nào nó được khởi động lại.

## Phát hành và cập nhật
Đầu tiên Samsung cho phép người dùng Galaxy S9, S9+ và Note9 thử nghiệm One UI ngay từ tháng 11/2018. Vào tháng 1/2019, phiên bản chính thức của One UI trên nền Android 9 Pie sẽ được tung ra dành cho nhiều thiết bị khác. Hiện tại, One UI 2.0 cũng đã có lộ trình cập nhật, tuy nhiên không phải máy nào chạy One UI 1.0 cũng sẽ được lên One UI 2.0, ví dụ như thế hệ Galaxy S8/S8+/ Note 8.

### Điện thoại thông minh
| Thiết bị                                       | Phiên bản gốc                                     | Phiên bản có thể nâng cấp                         | Nguồn         |
| ---------------------------------------------- | ------------------------------------------------- | ------------------------------------------------- | ------------- |
| Galaxy S series                                |                                                   |                                                   |               |
| Samsung Galaxy S8/S8+/S8 Active                | Samsung Experience 8.1 (Android 7.0 "Nougat")     | One UI 1.0 (Android 9 "Pie")                      | [ 14 ]        |
| Samsung Galaxy S9/S9+                          | Samsung Experience 9.0 (Android 8.0 "Oreo")       | One UI 2.5 (Android 10)                           | [ 15 ]        |
| Samsung Galaxy S10e/S10/S10+/S10 5G            | One UI 1.1 (Android 9 "Pie")                      | One UI 4.1 (Android 12)                           |               |
| Samsung Galaxy S10 Lite                        | One UI 2.0 (Android 10)                           | One UI 5.1 (Android 13)                           |               |
| Samsung Galaxy S20/S20+/S20 Ultra (LTE/5G)     | One UI 2.1 (Android 10)                           | One UI 5.1 (Android 13)                           | [ 16 ]        |
| Samsung Galaxy S20 Fan Edition (LTE/5G)        | One UI 2.5 (Android 10)                           | One UI 5.1 (Android 13)                           |               |
| Samsung Galaxy S21 5G / S21+ 5G / S21 Ultra 5G | One UI 3.1 (Android 11)                           | One UI 6.0 (Android 14)                           | [ 17 ]        |
| Samsung Galaxy S21 Fan Edition 5G              | One UI 4.0 (Android 12)                           | One UI 6.0 (Android 14)                           |               |
| Samsung Galaxy S22 5G / S22+ 5G / S22 Ultra 5G | One UI 4.1 (Android 12)                           | One UI 6.0 (Android 14)                           |               |
| Samsung Galaxy S23 / S23+ / S23 Ultra          | One UI 5.1 (Android 13)                           | One UI 6.0 (Android 14)                           |               |
| Samsung Galaxy S23 FE                          | One UI 5.1 (Android 13)                           | One UI 6.0 (Android 14)                           |               |
| Samsung Galaxy S24 / S24+ / S24 Ultra          | One UI 6.1 (Android 14)                           |                                                   |               |
| Samsung Galaxy S24 FE                          | One UI 6.1 (Android 14)                           |                                                   |               |
| Galaxy Z Series                                |                                                   |                                                   |               |
| Samsung Galaxy Z Fold                          | One UI 1.1 (Android 9 "Pie")                      | One UI 4.1.1 (Android 12L)                        | [ 18 ]        |
| Samsung Galaxy Z Flip / Z Flip 5G              | One UI 2.1 (Android 10)                           | One UI 5.1.1 (Android 13)                         | [ 19 ]        |
| Samsung Galaxy Z Fold 2 (LTE/5G)               | One UI 2.5 (Android 10)                           | One UI 5.1.1 (Android 13)                         | [ 20 ]        |
| Samsung Galaxy Z Fold 3 5G                     | One UI 3.1.1 (Android 11)                         | One UI 6.0 (Android 14)                           |               |
| Samsung Galaxy Z Flip 3 5G                     | One UI 3.1.1 (Android 11)                         | One UI 6.0 (Android 14)                           | [ 21 ]        |
| Samsung Galaxy Z Fold 4                        | One UI 4.1.1 (Android 12L)                        | One UI 6.0 (Android 14)                           |               |
| Samsung Galaxy Z Flip 4                        | One UI 4.1.1 (Android 12L)                        | One UI 6.0 (Android 14)                           |               |
| Samsung Galaxy Z Fold 5                        | One UI 5.1.1 (Android 13)                         | One UI 6.0 (Android 14)                           |               |
| Samsung Galaxy Z Flip 5                        | One UI 5.1.1 (Android 13)                         | One UI 6.0 (Android 14)                           |               |
| Samsung Galaxy Z Fold 6                        | One UI 6.0 (Android 14)                           | One UI 6.0 (Android 14)                           |               |
| Samsung Galaxy Z Flip 6                        | One UI 6.0 (Android 14)                           | One UI 6.0 (Android 14)                           |               |
| Galaxy Note series                             |                                                   |                                                   |               |
| Samsung Galaxy Note Fan Edition                | Samsung Experience 8.1 (Android 7.0 "Nougat")     | One UI 1.0 (Android 9 "Pie")                      | [ 22 ]        |
| Samsung Galaxy Note 8                          | Samsung Experience 8.5 (Android 7.1.1 "Nougat")   | One UI 1.0 (Android 9 "Pie")                      | [ 23 ]        |
| Samsung Galaxy Note 9                          | Samsung Experience 9.5 (Android 8.1 "Oreo")       | One UI 2.5 (Android 10)                           | [ 24 ]        |
| Samsung Galaxy Note 10/Note 10+                | One UI 1.5 (Android 9 "Pie")                      | One UI 4.1 (Android 12)                           | [ 18 ]        |
| Samsung Galaxy Note 10 Lite                    | One UI 2.0 (Android 10)                           | One UI 5.1 (Android 13)                           | [ 25 ]        |
| Samsung Galaxy Note 20/Note 20 Ultra           | One UI 2.5 (Android 10)                           | One UI 5.1 (Android 13)                           | [ 20 ]        |
| Galaxy A series                                |                                                   |                                                   |               |
| Samsung Galaxy A8/A8+ (2018)                   | Samsung Experience 8.5 (Android 7.1.1 "Nougat")   | One UI 1.0 (Android 9 "Pie")                      | [ 26 ]        |
| Samsung Galaxy A6/A6+ (2018)                   | Samsung Experience 9.0 (Android 8.0 "Oreo")       | One UI 2.0 (Android 10)                           | [ 27 ] [ 28 ] |
| Samsung Galaxy A7 (2018)                       | Samsung Experience 9.0 (Android 8.0 "Oreo")       | One UI 2.0 (Android 10)                           | [ 29 ]        |
| Samsung Galaxy A8 Star (2018) / A9 Star        | Samsung Experience 9.0 (Android 8.0 "Oreo")       | One UI 2.0 (Android 10)                           | [ 30 ]        |
| Samsung Galaxy A9 (2018)                       | Samsung Experience 9.0 (Android 8.0 "Oreo")       | One UI 2.0 (Android 10)                           | [ 31 ]        |
| Samsung Galaxy A10                             | One UI 1.1 (Android 9 "Pie")                      | One UI 3.1 (Android 11)                           | [ 32 ]        |
| Samsung Galaxy A10e / Galaxy A20 (Japan)       | One UI 1.1 (Android 9 "Pie")                      | One UI 3.1 (Android 11)                           | [ 33 ]        |
| Samsung Galaxy A10s                            | One UI Core 1.1 (Android 9 ''Pie'')               | One UI Core 3.1 (Android 11)                      |               |
| Samsung Galaxy A20                             | One UI 1.1 (Android 9 "Pie")                      | One UI 3.1 (Android 11)                           | [ 34 ]        |
| Samsung Galaxy A20e                            | One UI 1.1 (Android 9 "Pie")                      | One UI 3.1 (Android 11)                           | [ 35 ]        |
| Samsung Galaxy A20s                            | One UI Core 1.1 (Android 9 ''Pie'')               | One UI Core 3.1 (Android 11)                      |               |
| Samsung Galaxy A30                             | One UI 1.1 (Android 9 "Pie")                      | One UI 3.1 (Android 11)                           | [ 36 ]        |
| Samsung Galaxy A30s                            | One UI 1.5 (Android 9 "Pie")                      | One UI 3.1 (Android 11)                           | [ 37 ]        |
| Samsung Galaxy A40                             | One UI 1.1 (Android 9 "Pie")                      | One UI 3.1 (Android 11)                           | [ 38 ]        |
| Samsung Galaxy A50                             | One UI 1.1 (Android 9 "Pie")                      | One UI 3.1 (Android 11)                           | [ 39 ]        |
| Samsung Galaxy A50s                            | One UI 1.5 (Android 9 "Pie")                      | One UI 3.1 (Android 11)                           | [ 40 ]        |
| Samsung Galaxy A60                             | One UI 1.1 (Android 9 "Pie")                      | One UI 3.1 (Android 11)                           | [ 41 ] [ 42 ] |
| Samsung Galaxy A70                             | One UI 1.1 (Android 9 "Pie")                      | One UI 3.1 (Android 11)                           | [ 43 ]        |
| Samsung Galaxy A70s                            | One UI 1.1 (Android 9 "Pie")                      | One UI 3.1 (Android 11)                           | [ 44 ]        |
| Samsung Galaxy A80                             | One UI 1.1 (Android 9 "Pie")                      | One UI 3.1 (Android 11)                           | [ 38 ]        |
| Samsung Galaxy A90 5G                          | One UI 1.5 (Android 9 "Pie")                      | One UI 4.1 (Android 12)                           | [ 45 ]        |
| Samsung Galaxy A01                             | One UI Core 2.0 (Android 10)                      | One UI Core 4.1 (Android 12)                      |               |
| Samsung Galaxy A11                             | One UI Core 2.0 (Android 10)                      | One UI Core 4.1 (Android 12)                      | [ 46 ]        |
| Samsung Galaxy A21 (Japan)                     | One UI Core 2.1 (Android 10)                      | One UI Core 4.1 (Android 12)                      |               |
| Samsung Galaxy A21                             | One UI Core 2.1 (Android 10)                      | One UI Core 4.1 (Android 12)                      |               |
| Samsung Galaxy A21s                            | One UI Core 2.1 (Android 10)                      | One UI Core 4.1 (Android 12)                      |               |
| Samsung Galaxy A31                             | One UI 2.1 (Android 10)                           | One UI 4.1 (Android 12)                           | [ 47 ]        |
| Samsung Galaxy A41                             | One UI 2.1 (Android 10)                           | One UI 4.1 (Android 12)                           | [ 48 ]        |
| Samsung Galaxy A51                             | One UI 2.0 (Android 10)                           | One UI 5.1 (Android 13)                           | [ 49 ]        |
| Samsung Galaxy A51 5G                          | One UI 2.1 (Android 10)                           | One UI 5.1 (Android 13)                           |               |
| Samsung Galaxy A71                             | One UI 2.0 (Android 10)                           | One UI 5.1 (Android 13)                           |               |
| Samsung Galaxy A71 5G / A Quantum              | One UI 2.1 (Android 10)                           | One UI 5.1 (Android 13)                           |               |
| Samsung Galaxy A02                             | One UI Core 2.5 (Android 10)                      | One UI Core 3.1 (Android 11)                      |               |
| Samsung Galaxy A02s                            | One UI Core 2.5 (Android 10)                      | One UI Core 4.1 (Android 12)                      |               |
| Samsung Galaxy A12                             | One UI Core 2.5 (Android 10)                      | One UI Core 4.1 (Android 12)                      |               |
| Samsung Galaxy A12 Nacho                       | One UI Core 3.1 (Android 11)                      | One UI Core 5.0 (Android 13)                      |               |
| Samsung Galaxy A22                             | One UI Core 3.1 (Android 11)                      | One UI Core 5.0 (Android 13)                      |               |
| Samsung Galaxy A22 5G                          | One UI Core 3.1 (Android 11)                      | One UI Core 5.0 (Android 13)                      |               |
| Samsung Galaxy A32                             | One UI 3.1 (Android 11)                           | One UI 5.1 (Android 13)                           |               |
| Samsung Galaxy A32 5G                          | One UI 3.1 (Android 11)                           | One UI 5.1 (Android 13)                           |               |
| Samsung Galaxy A42 5G                          | One UI 2.5 (Android 10) / One UI 3.1 (Android 11) | One UI 4.1 (Android 12) / One UI 5.1 (Android 13) | [ 50 ]        |
| Samsung Galaxy A52                             | One UI 3.1 (Android 11)                           | One UI 6.0 (Android 14)                           |               |
| Samsung Galaxy A52 5G                          | One UI 3.1 (Android 11)                           | One UI 6.0 (Android 14)                           |               |
| Samsung Galaxy A52s 5G                         | One UI 3.1 (Android 11)                           | One UI 6.0 (Android 14)                           |               |
| Samsung Galaxy A72                             | One UI 3.1 (Android 11)                           | One UI 6.0 (Android 14)                           |               |
| Samsung Galaxy A82 5G/Galaxy Quantum 2         | One UI 3.1 (Android 11)                           | One UI 6.0 (Android 14)                           |               |
| Samsung Galaxy A03                             | One UI Core 3.1 (Android 11)                      | One UI Core 5.1 (Android 13)                      |               |
| Samsung Galaxy A03s                            | One UI Core 3.1 (Android 11)                      | One UI Core 5.1 (Android 13)                      |               |
| Samsung Galaxy A13                             | One UI Core 4.1 (Android 12)                      | One UI Core 6.0 (Android 14)                      |               |
| Samsung Galaxy A13 5G                          | One UI Core 3.1 (Android 11)                      | One UI Core 5.0 (Android 13)                      | [ 51 ]        |
| Samsung Galaxy A23                             | One UI 4.1 (Android 12)                           | One UI 6.0 (Android 14)                           |               |
| Samsung Galaxy A23 5G                          | One UI 4.1 (Android 12)                           | One UI 6.0 (Android 14)                           |               |
| Samsung Galaxy A33 5G                          | One UI 4.1 (Android 12)                           | One UI 6.0 (Android 14)                           |               |
| Samsung Galaxy A53 5G                          | One UI 4.1 (Android 12)                           | One UI 6.0 (Android 14)                           |               |
| Samsung Galaxy A73 5G                          | One UI 4.1 (Android 12)                           | One UI 6.0 (Android 14)                           |               |
| Samsung Galaxy A04                             | One UI Core 4.1 (Android 12)                      | One UI Core 6.0(Android 14)                       |               |
| Samsung Galaxy A04e                            | One UI Core 4.1 (Android 12)                      | One UI Core 6.0(Android 14)                       |               |
| Samsung Galaxy A04s                            | One UI Core 4.1 (Android 12)                      | One UI Core 6.0(Android 14)                       |               |
| Samsung Galaxy A14                             | One UI Core 5.1 (Android 13)                      | One UI Core 6.0 (Android 14)                      |               |
| Samsung Galaxy A14 5G                          | One UI Core 5.0 (Android 13)                      | One UI Core 6.0 (Android 14)                      |               |
| Samsung Galaxy A24                             | One UI 5.1 (Android 13)                           | One UI 6.0 (Android 14)                           |               |
| Samsung Galaxy A34 5G                          | One UI 5.1 (Android 13)                           | One UI 6.0 (Android 14)                           |               |
| Samsung Galaxy A54 5G                          | One UI 5.1 (Android 13)                           | One UI 6.0 (Android 14)                           |               |
| Samsung Galaxy A05                             | One UI Core 5.1 (Android 13)                      | One UI Core 6.1 (Android 14)                      |               |
| Samsung Galaxy A05s                            | One UI Core 5.1 (Android 13)                      | One UI Core 6.1 (Android 14)                      |               |
| Samsung Galaxy A15                             | One UI 6.0 (Android 14)                           |                                                   |               |
| Samsung Galaxy A15 5G                          | One UI 6.0 (Android 14)                           |                                                   |               |
| Samsung Galaxy A25 5G                          | One UI 6.0 (Android 14)                           |                                                   |               |
| Samsung Galaxy A35 5G                          | One UI 6.0 (Android 14)                           |                                                   |               |
| Samsung Galaxy A55 5G                          | One UI 6.0 (Android 14)                           |                                                   |               |
| Samsung Galaxy A06                             | One UI 6.0 (Android 14)                           |                                                   |               |
| Samsung Galaxy A16                             | One UI 6.0 (Android 14)                           |                                                   |               |
| Samsung Galaxy A16 5G                          | One UI 6.0 (Android 14)                           |                                                   |               |
| Galaxy XCover series                           |                                                   |                                                   |               |
| Samsung Galaxy Xcover 4                        | Samsung Experience 8.1 (Android 7.0 "Nougat")     | One UI 1.0 (Android 9 "Pie")                      |               |
| Samsung Galaxy Xcover 4s                       | One UI 1.1 (Android 9 "Pie")                      | One UI 3.1 (Android 11)                           | [ 52 ]        |
| Samsung Galaxy Xcover Pro                      | One UI 2.0 (Android 10)                           | One UI 5.0 (Android 13)                           | [ 53 ]        |
| Samsung Galaxy Xcover 5                        | One UI 3.1 (Android 11)                           | One UI 6.0 (Android 14)                           |               |
| Samsung Galaxy Xcover 6 Pro                    | One UI 4.1 (Android 12)                           | One UI 6.0 (Android 14)                           |               |
| Galaxy M series                                |                                                   |                                                   |               |
| Samsung Galaxy M10                             | Samsung Experience 9.5 (Android 8.1 ''Oreo'')     | One UI Core 2.0 (Android 10)                      |               |
| Samsung Galaxy M10s                            | One UI Core 1.1 (Android 9 ''Pie'')               | One UI Core 3.1 (Android 11)                      |               |
| Samsung Galaxy M20                             | Samsung Experience 9.5 (Android 8.1 ''Oreo'')     | One UI 2.0 (Android 10)                           |               |
| Samsung Galaxy M30                             | Samsung Experience 9.5 (Android 8.1 ''Oreo'')     | One UI 2.0 (Android 10)                           |               |
| Samsung Galaxy M30s                            | One UI Core 1.1 (Android 9 ''Pie'')               | One UI Core 3.1 (Android 11)                      |               |
| Samsung Galaxy M40                             | One UI Core 1.1 (Android 9 "Pie")                 | One UI Core 3.1 (Android 11)                      |               |
| Samsung Galaxy M01                             | One UI Core 2.0 (Android 10)                      | One UI Core 4.1 (Android 12)                      |               |
| Samsung Galaxy M01s                            | One UI Core 1.1 (Android 9 "Pie")                 | One UI Core 3.1 (Android 11)                      |               |
| Samsung Galaxy M11                             | One UI Core 2.0 (Android 10)                      | One UI Core 4.1 (Android 12)                      |               |
| Samsung Galaxy M21                             | One UI Core 2.0 (Android 10)                      | One UI Core 4.1 (Android 12)                      |               |
| Samsung Galaxy M21s                            | One UI Core 2.0 (Android 10)                      | One UI Core 4.1 (Android 12)                      |               |
| Samsung Galaxy M31                             | One UI 2.0 (Android 10)                           | One UI 4.1 (Android 12)                           |               |
| Samsung Galaxy M31s                            | One UI 2.1 (Android 10)                           | One UI 4.1 (Android 12)                           |               |
| Samsung Galaxy M51                             | One UI 2.5 (Android 10)                           | One UI 4.1 (Android 12)                           |               |
| Samsung Galaxy M02                             | One UI Core 2.5 (Android 10)                      | One UI Core 3.1 (Android 11)                      |               |
| Samsung Galaxy M02s                            | One UI Core 2.5 (Android 10)                      | One UI Core 4.1 (Android 12)                      |               |
| Samsung Galaxy M12                             | One UI Core 3.1 (Android 11)                      | One UI Core 5.1 (Android 13)                      |               |
| Samsung Galaxy M22                             | One UI Core 3.1 (Android 11)                      | One UI Core 5.1 (Android 13)                      |               |
| Samsung Galaxy M32                             | One UI 3.1 (Android 11)                           | One UI 5.1 (Android 13)                           |               |
| Samsung Galaxy M32 5G                          | One UI 3.1 (Android 11)                           | One UI 5.1 (Android 13)                           |               |
| Samsung Galaxy M42 5G                          | One UI 3.1 (Android 11)                           | One UI 5.1 (Android 13)                           |               |
| Samsung Galaxy M52 5G                          | One UI 3.1 (Android 11)                           | One UI 5.1 (Android 13)                           |               |
| Samsung Galaxy M62                             | One UI 3.1 (Android 11)                           | One UI 5.1 (Android 13)                           |               |
| Samsung Galaxy M13                             | One UI Core 4.1 (Android 12)                      | One UI Core 6.0 (Android 14)                      |               |
| Samsung Galaxy M13 5G                          | One UI Core 4.1 (Android 12)                      | One UI Core 6.0 (Android 14)                      |               |
| Samsung Galaxy M23 5G                          | One UI 4.1 (Android 12)                           | One UI 6.0 (Android 14)                           |               |
| Samsung Galaxy M33 5G                          | One UI 4.1 (Android 12)                           | One UI 6.0 (Android 14)                           |               |
| Samsung Galaxy M53 5G                          | One UI 4.1 (Android 12)                           | One UI 6.0 (Android 14)                           |               |
| Samsung Galaxy M04                             | One UI Core 4.1 (Android 12)                      | One UI Core 5.1 (Android 13)                      |               |
| Samsung Galaxy M14 5G                          | One UI Core 5.0 (Android 13)                      | One UI Core 6.0 (Android 14)                      |               |
| Samsung Galaxy M34 5G                          | One Ui 5.1 (Android 13)                           | One UI 6.0 (Android 14)                           |               |
| Samsung Galaxy M44 5G                          | One Ui 5.1 (Android 13)                           | One UI 6.0 (Android 14)                           |               |
| Samsung Galaxy M54                             | One UI 5.1 (Android 13)                           | One UI 6.0 (Android 14)                           |               |
| Samsung Galaxy M05                             | One UI 6.0 (Android 14)                           | One UI 6.0 (Android 14)                           |               |
| Samsung Galaxy M15 5G                          | One UI 6.0 (Android 14)                           | One UI 6.0 (Android 14)                           |               |
| Samsung Galaxy M35 5G                          | One UI 6.0 (Android 14)                           | One UI 6.0 (Android 14)                           |               |
| Samsung Galaxy M55 5G / M55s 5G                | One UI 6.0 (Android 14)                           | One UI 6.0 (Android 14)                           |               |
| Galaxy F Series                                |                                                   |                                                   |               |
| Samsung Galaxy F41                             | One UI Core 2.1 (Android 10)                      | One UI Core 4.1 (Android 12)                      |               |
| Samsung Galaxy F02s                            | One UI Core 2.1 (Android 10)                      | One UI Core 4.1 (Android 12)                      |               |
| Samsung Galaxy F12                             | One UI Core 3.1 (Android 11)                      | One UI Core 5.0 (Android 13)                      |               |
| Samsung Galaxy F22                             | One UI Core 3.1 (Android 11)                      | One UI Core 5.0 (Android 13)                      |               |
| Samsung Galaxy F42 5G                          | One UI Core 3.1 (Android 11)                      | One UI Core 5.0 (Android 13)                      |               |
| Samsung Galaxy F52 5G                          | One UI 3.1 (Android 11)                           | One UI 5.1 (Android 13)                           |               |
| Samsung Galaxy F62                             | One UI 3.1 (Android 11)                           | One UI 5.1 (Android 13)                           |               |
| Samsung Galaxy F13                             | One UI Core 4.1 (Android 12)                      | One UI 5.0 (Android 13)                           |               |
| Samsung Galaxy F23 5G                          | One UI 4.1 (Android 12)                           | One UI 5.1 (Android 13)                           |               |
| Samsung Galaxy F04                             | One UI Core 4.1 (Android 12)                      | One UI Core 5.1 (Android 13)                      |               |
| Samsung Galaxy F14 5G                          | One UI Core 5.1 (Android 13)                      | One UI Core 6.0 (Android 14)                      |               |
| Samsung Galaxy F34 5G                          | One UI 5.1 (Android 13)                           | One UI 6.0 (Android 14)                           |               |
| Samsung Galaxy F54                             | One UI 5.1 (Android 13)                           | One UI 6.0 (Android 14)                           |               |
| Samsung Galaxy F05                             | One UI 6.0 (Android 14)                           |                                                   |               |
| Samsung Galaxy F15                             | One UI 6.0 (Android 14)                           |                                                   |               |
| Samsung Galaxy F55                             | One UI 6.0 (Android 14)                           |                                                   |               |
| Samsung Galaxy F06 5G                          | One UI 7.0 (Android 15)                           |                                                   |               |
| Galaxy J series                                |                                                   |                                                   |               |
| Samsung Galaxy J3 (2017) / J3 Pro              | Samsung Experience 8.1 (Android 7.0 "Nougat")     | One UI 1.1 (Android 9 "Pie")                      | [ 54 ]        |
| Samsung Galaxy J5 (2017) / J5 Pro              | Samsung Experience 8.1 (Android 7.0 "Nougat")     | One UI 1.1 (Android 9 "Pie")                      | [ 55 ]        |
| Samsung Galaxy J7 (2017) / J7 Pro              | Samsung Experience 8.1 (Android 7.0 "Nougat")     | One UI 1.1 (Android 9 "Pie")                      | [ 56 ]        |
| Samsung Galaxy J7 Core / J7 Neo / J7 Nxt       | Samsung Experience 8.1 (Android 7.0 "Nougat")     | One UI 1.1 (Android 9 "Pie")                      | [ 57 ]        |
| Samsung Galaxy J7 Prime (2018) / J7 Prime 2    | Samsung Experience 8.1 (Android 7.0 "Nougat")     | One UI 1.1 (Android 9 "Pie")                      | [ 58 ]        |
| Samsung Galaxy J7 Duo                          | Samsung Experience 9.0 (Android 8.0 "Oreo")       | One UI 2.0 (Android 10)                           | [ 59 ]        |
| Samsung Galaxy J7 (2018) US                    | Samsung Experience 9.0 (Android 8.0 "Oreo")       | One UI 2.0 (Android 10)                           | [ 60 ]        |
| Samsung Galaxy J4                              | Samsung Experience 9.0 (Android 8.0 "Oreo")       | One UI 2.0 (Android 10)                           | [ 61 ]        |
| Samsung Galaxy J6 / On6                        | Samsung Experience 9.0 (Android 8.0 "Oreo")       | One UI 2.0 (Android 10)                           | [ 62 ]        |
| Samsung Galaxy J8 / On8                        | Samsung Experience 9.0 (Android 8.0 "Oreo")       | One UI 2.0 (Android 10)                           | [ 63 ]        |
| Samsung Galaxy J6+                             | Samsung Experience 9.5 (Android 8.1 "Oreo")       | One UI 2.0 (Android 10)                           |               |
| Samsung Galaxy J4+                             | Samsung Experience 9.5 (Android 8.1 "Oreo")       | One UI 1.0 (Android 9 "Pie")                      |               |

### Máy tính bảng
| Thiết bị                                         | Phiên bản gốc                                   | Phiên bản có thể nâng cấp    | Nguồn  |
| ------------------------------------------------ | ----------------------------------------------- | ---------------------------- | ------ |
| Galaxy Tab S series                              |                                                 |                              |        |
| Samsung Galaxy Tab S3                            | TouchWiz Grace UX (Android 7.0 "Nougat")        | One UI 1.1 (Android 9 "Pie") |        |
| Samsung Galaxy Tab S4                            | Samsung Experience 9.5 (Android 8.1 "Oreo")     | One UI 2.1 (Android 10)      |        |
| Samsung Galaxy Tab S5e                           | One UI 1.1 (Android 9 "Pie")                    | One UI 3.1 (Android 11)      |        |
| Samsung Galaxy Tab S6 (LTE)                      | One UI 1.5 (Android 9 "Pie")                    | One UI 4.1.1 (Android 12L)   |        |
| Samsung Galaxy Tab S6 5G                         | One UI 2.5 (Android 10)                         | One UI 4.1.1 (Android 12L)   |        |
| Samsung Galaxy Tab S6 Lite                       | One UI 2.1 (Android 10)                         | One UI 5.0 (Android 13)      |        |
| Samsung Galaxy Tab S6 Lite (2022)                | One UI 4.1 (Android 12)                         | One UI 5.1 (Android 13)      |        |
| Samsung Galaxy Tab S7/S7+ (LTE/5G)               | One UI 2.5 (Android 10)                         | One UI 5.1 (Android 13)      |        |
| Samsung Galaxy Tab S7 Fan Edition (Wi-Fi/LTE/5G) | One UI 3.1.1 (Android 11)                       | One UI 5.0 (Android 13)      |        |
| Samsung Galaxy Tab S8/S8+/S8 Ultra               | One UI 4.1 (Android 12)                         | One UI 6.1 (Android 14)      |        |
| Samsung Galaxy Tab S9/S9+/S9 Ultra               | One UI 5.1.1 (Android 13)                       | One UI 6.1 (Android 14)      |        |
| Samsung Galaxy Tab S6 Lite (2024)                | One UI 6.1 (Android 14)                         |                              |        |
| Galaxy Tab A series                              |                                                 |                              |        |
| Samsung Galaxy Tab A 8.0 (2017)                  | Samsung Experience 8.5 (Android 7.1.1 "Nougat") | One UI 1.1 (Android 9 "Pie") | [ 64 ] |
| Samsung Galaxy Tab A 8.0 (2018)                  | Samsung Experience 9.5 (Android 8.1 "Oreo")     | One UI 2.1 (Android 10)      | [ 65 ] |
| Samsung Galaxy Tab A 10.5 (2018)                 | Samsung Experience 9.5 (Android 8.1 "Oreo")     | One UI 2.0 (Android 10)      | [ 63 ] |
| Samsung Galaxy Tab A 8.0 (2019)                  | One UI Core 1.1 (Android 9 "Pie")               | One UI Core 3.1 (Android 11) |        |
| Samsung Galaxy Tab A 8.0 with S Pen (2019)       | One UI 1.1 (Android 9 "Pie")                    | One UI 3.1 (Android 11)      | [ 66 ] |
| Samsung Galaxy Tab A 10.1 (2019)                 | One UI 1.1 (Android 9 "Pie")                    | One UI 3.1 (Android 11)      | [ 66 ] |
| Samsung Galaxy Tab A7 (2020)                     | One UI Core 2.5 (Android 10)                    | One UI Core 4.1 (Android 12) |        |
| Samsung Galaxy Tab A7 Lite                       | One UI Core 3.1 (Android 11)                    | One UI Core 6 (Android 14)   |        |
| Samsung Galaxy Tab A8 (2021)                     | One UI Core 3.1 (Android 11)                    | One UI Core 6 (Android 14)   |        |
| Samsung Galaxy Tab A9/A9+                        | One UI Core 5 (Android 13)                      | One UI Core 6 (Android 14)   |        |
| Galaxy Tab Active series                         |                                                 |                              |        |
| Samsung Galaxy Tab Active 2                      | Samsung Experience 8.5 (Android 7.1.1 "Nougat") | One UI 1.0 (Android 9 "Pie") |        |
| Samsung Galaxy Tab Active Pro                    | One UI 1.5 (Android 9 "Pie")                    | One UI 3.1 (Android 11)      |        |
| Samsung Galaxy Tab Active 3                      | One UI 2.5 (Android 10)                         | One UI 5.1 (Android 13)      |        |
| Samsung Galaxy Tab Active 4 Pro                  | One UI 4.1 (Android 12)                         | One UI 5.1 (Android 13)      |        |

### Máy tính
| Thiết bị                      | Phiên bản gốc              | Phiên bản có thể nâng cấp  | Nguồn |
| ----------------------------- | -------------------------- | -------------------------- | ----- |
| Galaxy Book series            |                            |                            |       |
| Samsung Galaxy Book           | Windows 10 (1607)          | One UI Book 4 (Windows 11) |       |
| Samsung Galaxy Book Pro       | Windows 10 (20H2)          | One UI Book 4 (Windows 11) |       |
| Samsung Galaxy Book Pro 360   | Windows 10 (20H2)          | One UI Book 4 (Windows 11) |       |
| Samsung Galaxy Book Odyssey   | Windows 10 (20H2)          | One UI Book 4 (Windows 11) |       |
| Samsung Galaxy Book (2021)    | Windows 10 (20H2)          | One UI Book 4 (Windows 11) |       |
| Samsung Galaxy Book Go        | Windows 10 (21H1)          | Windows 11 (22H2)          |       |
| Samsung Galaxy Book 2         | Windows 10 (21H2)          | One UI Book 4 (Windows 11) |       |
| Samsung Galaxy Book 2 360     | Windows 10 (21H2)          | One UI Book 4 (Windows 11) |       |
| Samsung Galaxy Book 2 Pro     | Windows 10 (21H2)          | One UI Book 4 (Windows 11) |       |
| Samsung Galaxy Book 2 Pro 360 | Windows 10 (21H2)          | One UI Book 4 (Windows 11) |       |
| Samsung Galaxy Book 3 360     | One UI Book 4 (Windows 11) | One UI Book 4 (Windows 11) |       |
| Samsung Galaxy Book 3 Pro     | One UI Book 4 (Windows 11) | One UI Book 4 (Windows 11) |       |
| Samsung Galaxy Book 3 Pro 360 | One UI Book 4 (Windows 11) | One UI Book 4 (Windows 11) |       |
| Samsung Galaxy Book 3 Ultra   | One UI Book 4 (Windows 11) | One UI Book 4 (Windows 11) |       |

### Đồng hồ
| Thiết bị                                 | Phiên bản gốc                    | Phiên bản có thể nâng cấp        | Nguồn |
| ---------------------------------------- | -------------------------------- | -------------------------------- | ----- |
| Gear S series                            |                                  |                                  |       |
| Samsung Gear S3 Classic / Frontier       | Tizen 2.3.2                      | One UI Watch 1.0 (Tizen 4.0.0.7) |       |
| Galaxy Watch series                      |                                  |                                  |       |
| Samsung Galaxy Watch                     | Tizen 4.0.0.0                    | One UI Watch 2.0 (Tizen 5.5.0.2) |       |
| Samsung Galaxy Watch Active              | One UI Watch 1.0 (Tizen 4.0.0.3) | One UI Watch 2.0 (Tizen 5.5.0.2) |       |
| Samsung Galaxy Watch Active 2            | One UI Watch 1.0 (Tizen 4.0.0.7) | One UI Watch 2.0 (Tizen 5.5.0.2) |       |
| Samsung Galaxy Watch 3                   | One UI Watch 2.0 (Tizen 5.5.0.1) | One UI Watch 2.0 (Tizen 5.5.0.2) |       |
| Samsung Galaxy Watch 4 / Watch 4 Classic | One UI Watch 3.0 (Wear OS 3.0)   | One UI Watch 4.5 (Wear OS 3.5)   |       |
| Samsung Galaxy Watch 5 / Watch 5 Pro     | One UI Watch 4.5 (Wear OS 3.5)   | One UI Watch 4.5 (Wear OS 3.5)   |       |
| Samsung Galaxy Watch 6 / Watch 6 Classic | One UI Watch 5.0 (Wear OS 4.0)   | One UI Watch 5.0 (Wear OS 4.0)   |       |